# 아크 리눅스
아크 리눅스(Ark Linux)는 리눅스 계열 운영 체제 가운데 하나로 만든 이는 베른하르트 로센크랜저(Bernhard Rosenkränzer)이며 오늘날 다수의 자원봉사자들에 의해 관리되고 있다.
기본 GUI는 KDE이며 사용하는 꾸러미 형식은 RPM이다. 마지막 판은 2008.1(2008년 5월 15일에 나옴).

## 원칙
- 설치 및 적응이 쉬울 것.
- 일반 데스크톱 사용자들이 필요로 할 모든 도구들 및 소프트웨어들을 포함할 것.
- 일반 데스크톱 사용자들이 필요로 할 모든 도구들 및 소프트웨어들만 포함할 것 - (쓸데없이) '부풀어 오르는' 것은 피할 것.
- 부가 소프트웨어 설치가 될 수 있는 한 쉽고 빠를 것.
- 기술적으로 온전한 개발환경을 제공할 것.
- 100% 자유 소프트웨어일 것.[1]

## 구성
아크 리눅스 중심 체제(코어 시스템)는 사무 도구, 인터넷 접속 도구, 인스턴트 메시지 도구, 파일 공유 도구 등 새 일반 데스크톱 사용자가 필요로 할 것들을 CD 1장에 담은 형식을 갖추고 있으며 이 밖의 다른 것(서버 관리 소프트웨어, 개발 도구 등)은 담겨 있지 않다. 중심 체제에 포함되지 않은 것들은 APT나 추가 디스크를 통해 바로 설치할 수 있으며 엔비디아의 3D 드라이버, 어도비 플래시같이 '공짜지만 소스코드는 공개되지 않은' 소프트웨어들 또한 별도의 저장소를 통해 받을 수 있다.

## 꾸러미 관리
아크 리눅스는 APT와 RPM으로 꾸러미를 관리하며 GUI 프론트엔드로는 키냅틱(Kynaptic - 시냅틱의 Qt 이식판)이 포함되어 있다. 꾸러미 저장소는 다음과 같이 4개가 있다.
- 조선소(Dockyard): 중심 시스템에 속하며 테스트를 마친 꾸러미
- 조선소 - 기증(Dockyard - contrib): 중심 시스템에 속하지는 않으며(주로 라이센스 문제 때문에) 테스트를 마친 꾸러미
- 조선소 - 개발(Dockyard - devel): 중심 시스템에 속할 것이며 테스트중인 꾸러미. 쓸 수는 있으나 때때로 망가질 수도 있으며 테스트를 마치면 조선소로 옮겨진다.
- 조선소 - 기증받은 개발(Dockyard - devel contrib): 테스트를 마치면 조선소 - 기증으로 옮겨질 테스트중인 꾸러미
- 조선소 - 안정화 중(Dockyard - stable): 안정화작업 중인 꾸러미

일반 업데이트는 조선소 트리와 조선소 - 기증 트리로부터 꾸러미들을 받는 것이다.

## 버전 내역
| 판수(版數)       | 프로세서 아키텍처 | 커널 버전 | 나온 날짜        |
| ---------------- | ----------------- | --------- | ---------------- |
| 2005.1           | i586, i686        | 2.6.11    | 2005년 3월 30일  |
| 2005.2           | i586, i686        | 2.6.11    | 2005년 12월 10일 |
| 2006.1           | i586, i686        | 2.6.17    | 2006년 8월 2일   |
| 2007.1           | i586, i686        | 2.6.22.3  | 2007년 8월 17일  |
| 2008.1           | i586, i686        | 2.6.25.3  | 2008년 5월 15일  |
| dockyard(stable) | i586, i686        | 2.6.25.4  | 2009년 8월 19일  |
| dockyard(devel)  | i586, i686        | 2.6.31rc5 | 2009년 8월 19일  |

| 지원 상황:        | 지원 상황: | 지원 상황: | 지원 상황: | 지원 상황: |
| ----------------- | ---------- | ---------- | ---------- | ---------- |
| 더 이상 지원 안함 | 지원 중    | 현재 버전  | 안정화 중  | 개발 중    |

## 덧붙임
- 2001년 8월에 나온 첫 판(1.0 알파 1)은 마우스 클릭 3번만으로 설치가 가능했다고 한다.
- 아크 리눅스는 정식 ISO 말고도 조선소판 ISO가 존재한다. 이 판은 조선소에 있는 최신 꾸러미들을 모아 만든 것으로 때때로 정식 ISO에 포함된 꾸러미보다 더 최신인 꾸러미를 포함하고 있는 경우도 있으나 공식판은 아니다.